# Суковатий Леонід Анатолійович
Леонід Анатолійович Суковатий (нар. 13 липня 1952) — український радянський діяч, новатор виробництва, машиніст тепловоза Здолбунівського локомотивного депо Львівської залізниці Рівненської області. Депутат Верховної Ради УРСР 10-го скликання.

## Біографія
Освіта середня. Член ВЛКСМ.
З 1970 року — фрезерувальник Київського заводу «Арсенал». Служив у Радянській армії.
З 1974 року — помічник машиніста, машиніст тепловоза Здолбунівського локомотивного депо Львівської залізниці Рівненської області.
Потім — на пенсії в місті Здолбунові Рівненської області.